# 章倧
章倧（？—？），字道祖，建州浦城縣人。
章惇之孫，葛勝仲的三女婿。宋高宗紹興八年（1138年），與葛立方同榜進士登第。授左奉議郎。紹興十九年（1149年），有言官以為章惇被視為奸臣，其子孫不宜在朝，遂外任地方官。遂以左朝奉郎權通判紹興府，紹興二十三年（1153年）改通判泰州。